# سیگنال (اوهایو)
سیگنال (به انگلیسی: Signal) یک منطقهٔ مسکونی در ایالات متحده آمریکا است که در بخش الکرون، شهرستان کلمبیانا، اوهایو واقع شده‌است. سیگنال ۳۳۸ متر بالاتر از سطح دریا واقع شده‌است.